# Johann Sobieslaus von Luxemburg-Mähren
Johann Sobieslaus von Luxemburg (tschechisch Jan Soběslav; * 1352; † 12. Oktober 1394 in Udine) war postulierter Bischof von Olmütz, Bischof von Leitomischl und von 1387 bis zu seiner Ermordung Patriarch von Aquileia.

## Herkunft und Werdegang
Johann war der dritte Sohn des mährischen Markgrafen Johann Heinrich. Er entstammte dessen zweiter Ehe mit Margarete von Troppau-Jägerndorf (1330–1363), Tochter des Troppauer Herzogs Nikolaus II. Johanns Brüder waren Jobst von Mähren und Prokop von Mähren. Kaiser Karl IV. war ihr Onkel.
Seit 1368 war Johann Propst des Kollegiatstiftes Vyšehrad auf dem Vyšehrad. 1370 wurde er zum Diakon geweiht.

## Postulierter Bischof von Olmütz
Nach dem Tod des Olmützer Bischofs Johannes von Neumarkt bemühte sich Johann Sobieslaus um dessen Nachfolge. Obwohl er vom Olmützer Domkapitel nicht gewählt worden war und auch keine päpstliche Bestätigung erlangt hatte, ist er für 1380 als postulierter Bischof von Olmütz belegt.

## Bischof von Leitomischl
Im selben Jahr wurde er nach dem Tod des Leitomischler Bischofs Albert von Sternberg vom dortigen Domkapitel zu dessen Nachfolger gewählt. Während seiner Amtszeit verlieh er der Stadt Leitomischl ein wichtiges Privileg. Nach einem dreijährigen Streit mit dem Prager Erzbischof Johann von Jenstein wurde Johann Sobieslaus 1384 von diesem exkommuniziert. Trotzdem nannte sich Johann Sobieslaus bis Mai 1388 „Bischof von Leitomischl“.

## Nochmals postulierter Bischof von Olmütz
Nach dem Tod des Olmützer Bischofs Peter Jelito 1387 bemühte sich Johann Sobieslaus mit Unterstützung seines Cousins König Wenzel IV. wiederum um den Olmützer Bischofsstuhl. Obwohl er auch dieses Mal weder vom Domkapitel gewählt noch vom Papst bestätigt worden war, ist er 1387 und 1388 zweimal als postulierter Bischof belegt.

## Patriarch von Aquileja
Am 27. November 1387 ernannte Papst Urban VI. Johann Sobieslaus zum Patriarchen von Aquileja. Dort geriet er schon bald in die Auseinandersetzungen und Unruhen, bei denen die Familie Savorgnano die Hauptrolle spielte und die letztlich dazu führten, dass Sobieslaus am 12. Oktober 1394 ermordet wurde. Sein Leichnam wurde im Dom von Udine beigesetzt.